# گونگبو
گونگبو (به چینی: 公伯؛ مرگ ۸۴۵ پ. م)؛ فرمانروای ایالت چین در دودمان ژو از ۸۴۷ پ. م تا ۸۴۵ پ. م بود. ایالت چین در این دوره یک حکومت محلی کوچک که به فیزی، پدریزرگ گونگبو برای پرورش اسب برای پادشاه شیائو ژو داده شده بود ولی در آینده ایالت چین همه کشور چین را یکپارچه ساخت و تبدیل به دودمان چین شد. نام اجدادی او یینگ (嬴) بود و نام شخصی‌اش معلوم نیست. گونگبو جانشین پدرش مرزبان چین شد که در سال ۸۴۸ پ. م درگذشت و سه سال حکومت کرد. او در سال ۸۴۵ پ. م درگذشت و پسرش چین ژونگ جانشین او شد. اطلاعات کمی دربارهٔ او در دسترس است.